# Університет короля Сауда
Університет Короля Сауда جامعة الملك سعود — державний університет в Ер-Ріяді, Саудівська Аравія. Він був заснований 6 листопада 1957 році королем ібн Саудом Абдель Азізом як другий університет в Королівстві Саудівська Аравія після університету Умм аль-Кура в Мецці. Університет був створений, щоб задовольнити дефіцит кваліфікованих робітників у Саудівській Аравії. Університет короля Сауда є другим університетом в світі за площею, і уряд Королівства виділяє на його забезпечення з бюджету близько 1 % щорічно.

## Історія університету
Створення першого університету Саудівської Аравії стало відповіддю на освітні та професійні потреби молодої нації. Король Абдель Азіз став королем в 1932 році, і почав закладати основи для модернізації своєї країни і створення системи освіти. У 1953 році король Сауд, старший син Абдель Азіза, вступив на трон після смерті свого батька, і заснував Раду Міністрів і Міністерства освіти.